# Concha Mori

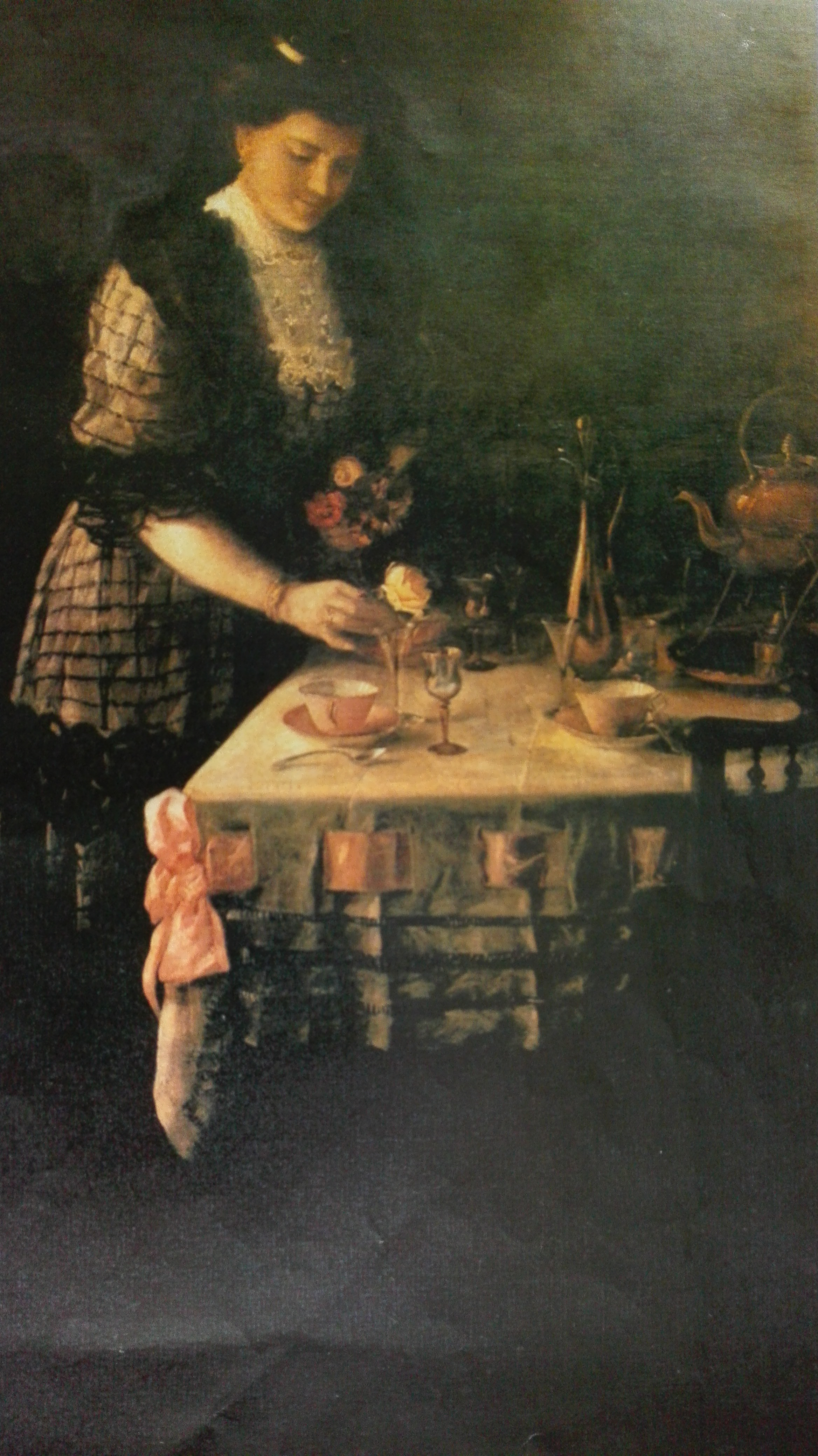
Concha Mori "Los Últimos Toques" (1898), 190x110 cm.

María de la Concepción Filomena Manuela Engracia González Martín, conocida como Concha Mori, (Oviedo; 16 de abril de 1883-Gijón; 16 de agosto de 1972) fue una pintora asturiana discípula de, entre otros, Menéndez Pidal y Alejandro Ferrant.

## Biografía
Concha Mori nace el 16 de abril de 1883 en una familia acomodada de Oviedo. Hija de Nicolás González Piedra y Martina Martín, y nieta de don José Braulio González Mori y Cardín, miembro fundador de la Academia de Bellas Artes de San Salvador de Oviedo y hombre ilustrado del siglo XIX asturiano.
Su vocación por la pintura comienza a muy temprana edad, cuando copiaba las litografías que aparecían en los libros de Charles Dickens de su padre. Estudió pintura en la Escuela de Arte de Oviedo, bajo profesores como Ramón Romea y Ezquerra o Antonio Cuevas. A los 17 años se convierte en discípula de Menéndez Pidal, gran amigo de su abuelo, quien le aconseja continuar sus estudios en la Academia de Bellas Artes de San Fernando en Madrid y también firmar sus obras como Concha González Mori o, simplemente, Concha Mori.
Su formación en Madrid bajo la tutela de Alejandro Ferrant dura 6 años, a lo largo de los cuales hace amistad con otros pintores famosos de la época, como Ramón de Zubiaurre, Ignacio Zuloaga o Elías Salaverría. Durante esta época consigue la licencia de copista en el Museo del Prado y se enfrenta a pintores de la talla de Bartolomé Esteban Murillo, Diego Velázquez o Pedro Pablo Rubens. 
En 1906 presenta 3 obras en la Exposición Nacional de Bellas Artes: Una Manola, Una Chula y Estudio y obtiene la Mención Honorífica. Repite participación en la Exposición de 1908 con dos obras: Los Últimos Toques y Coquetería (esta última también conocida como La Gitana).

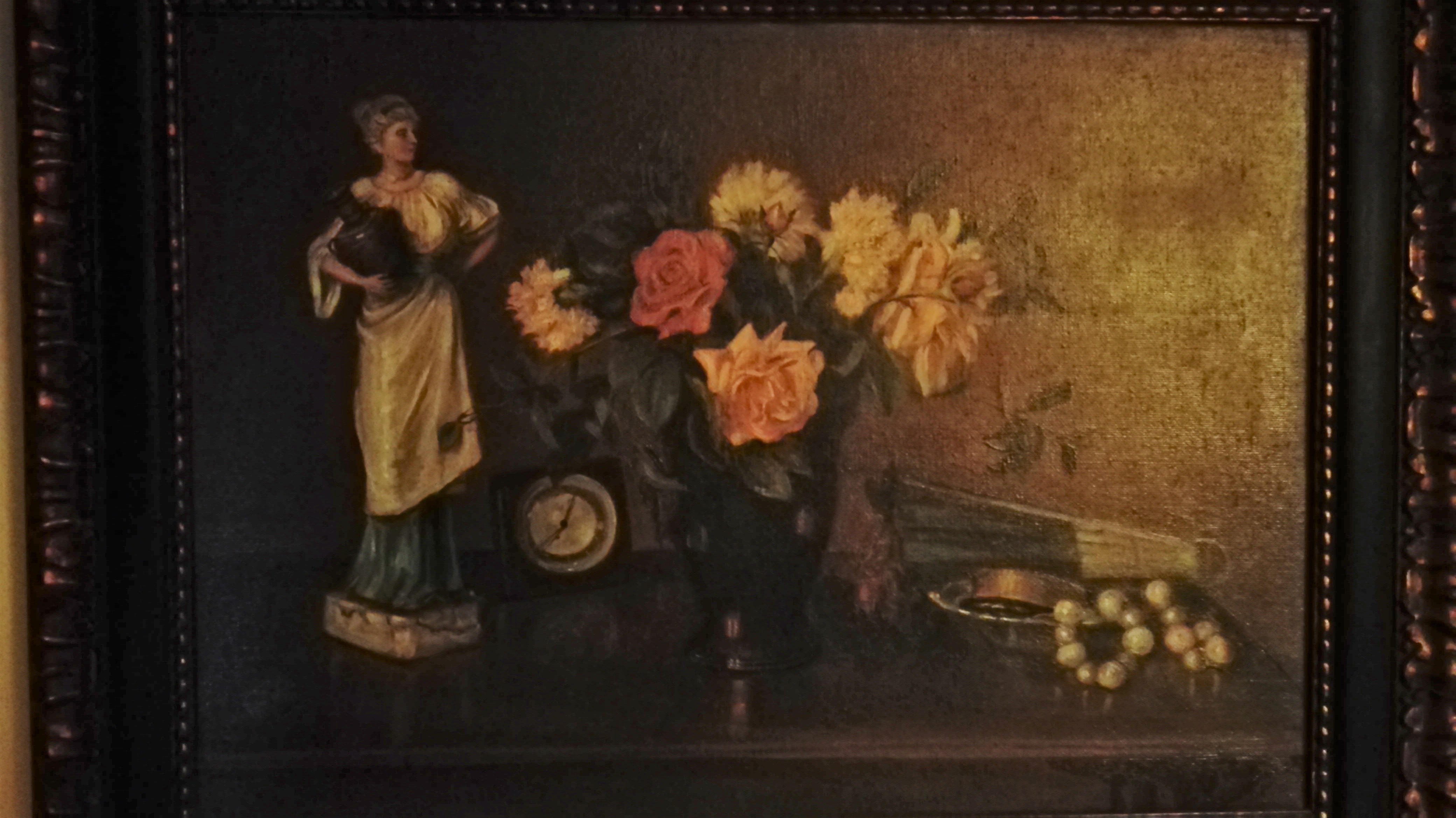
Concha Mori - Sin título

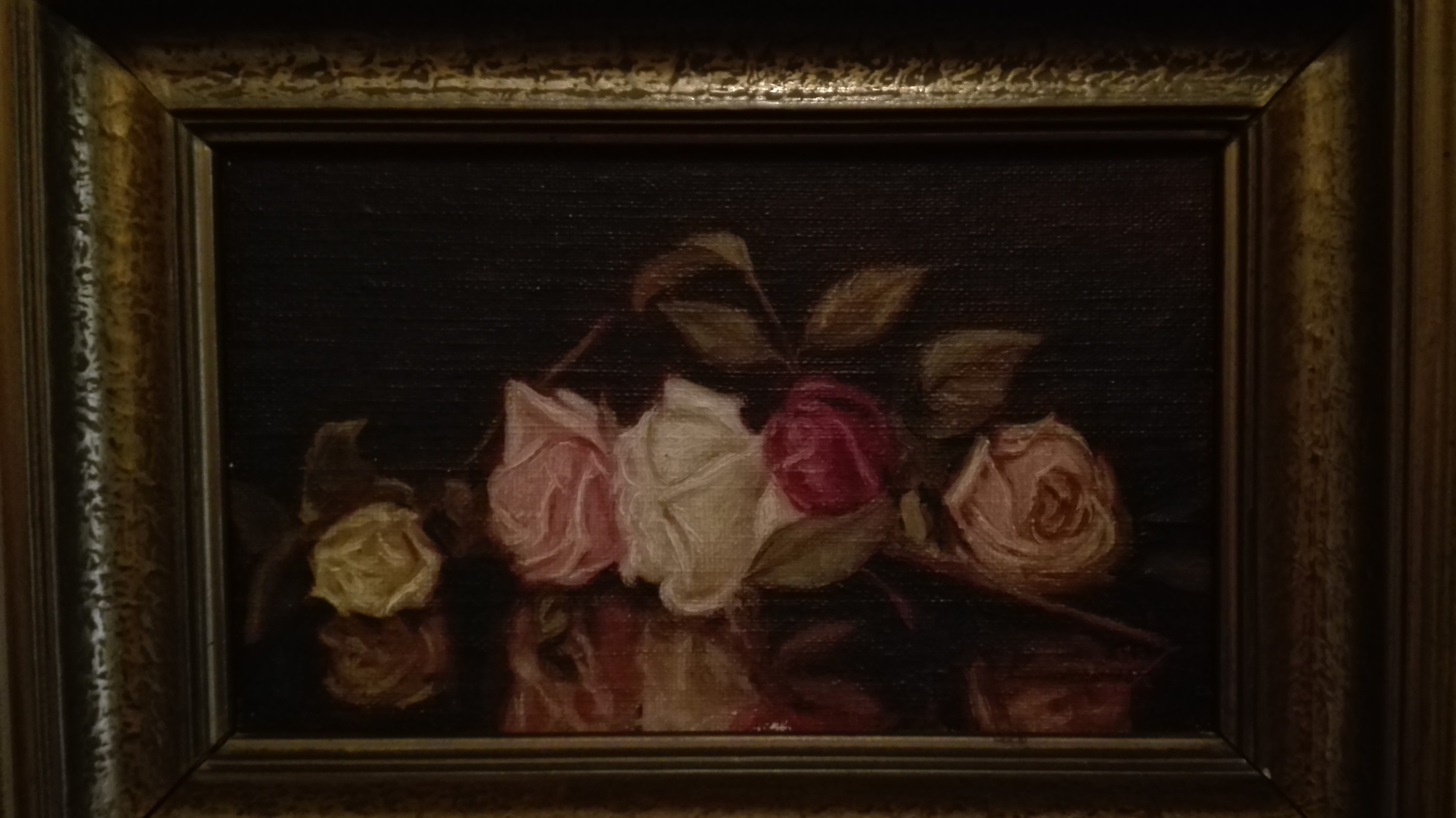
Concha Mori - Sin título

El 3 de abril de 1909 Mori deja Madrid y se traslada a Mieres con sus padres tras un reparto de herencias. Allí su padre es nombrado administrador de "La Unión Asturiana", empresa dedicada a fabricar mercurio y arsénico, y dueña por aquel entonces de las minas de cinabrio de La Peña. Es en Mieres donde conoce al que será su marido Rómulo Álvarez, con quien se casa el 20 de enero de 1919 y con quien convive en Gijón hasta la muerte de éste en 1960.
En 1942 fallece su único hermano, José María, quien se había mudado a Méjico. Este fallecimiento abre un paréntesis en la obra de la pintora, que no se cerrará hasta que recibe la visita de dos de sus sobrinas y el ánimo de sus amigos y conocidos para volver a pintar.
En 1962 realiza un lienzo conmemorativo del cuarto centenario de la reforma Teresiano-Sanjuanista de 2,68 por 1,28 metros que dona a la Comunidad de Nuestra Señora de Begoña en Gijón (Carmelitas descalzos).
Concha Mori fallece en Gijón, el 16 de agosto de 1972 a los 89 años de edad y sin dejar descendencia.
El 15 de julio de 2004 la Junta de Gobierno del Ayuntamiento de Gijón, siendo alcaldesa Paz Fernández Felgueroso, da el nombre de calle Pintora Concha Mori a un tramo vial situado en el barrio de Roces.

## Exposiciones
- Exposición Nacional de Bellas Artes (Madrid 1906 y 1908).
- Exposición Antológica en el Real Instituto Jovellanos (Gijón 1948).
- III Salón de Navidad del Ateneo Jovellanos (Gijón 1963).
- Exposición de Pintores Asturianos de Oscus (Gijón 1968).
- VIII Exposición de Arte "Hijos de Mieres" (Mieres 1968).
- Exposición de Pintores Asturianos en el Salón de Invierno organizado por la Agrupación Gijonesa de Bellas Artes (Gijón 1972). Expone 88 obras.
- Exposición de Pintoras Asturianas del Ateneo Jovellanos (Gijón 1975).